# سورة الرحمن

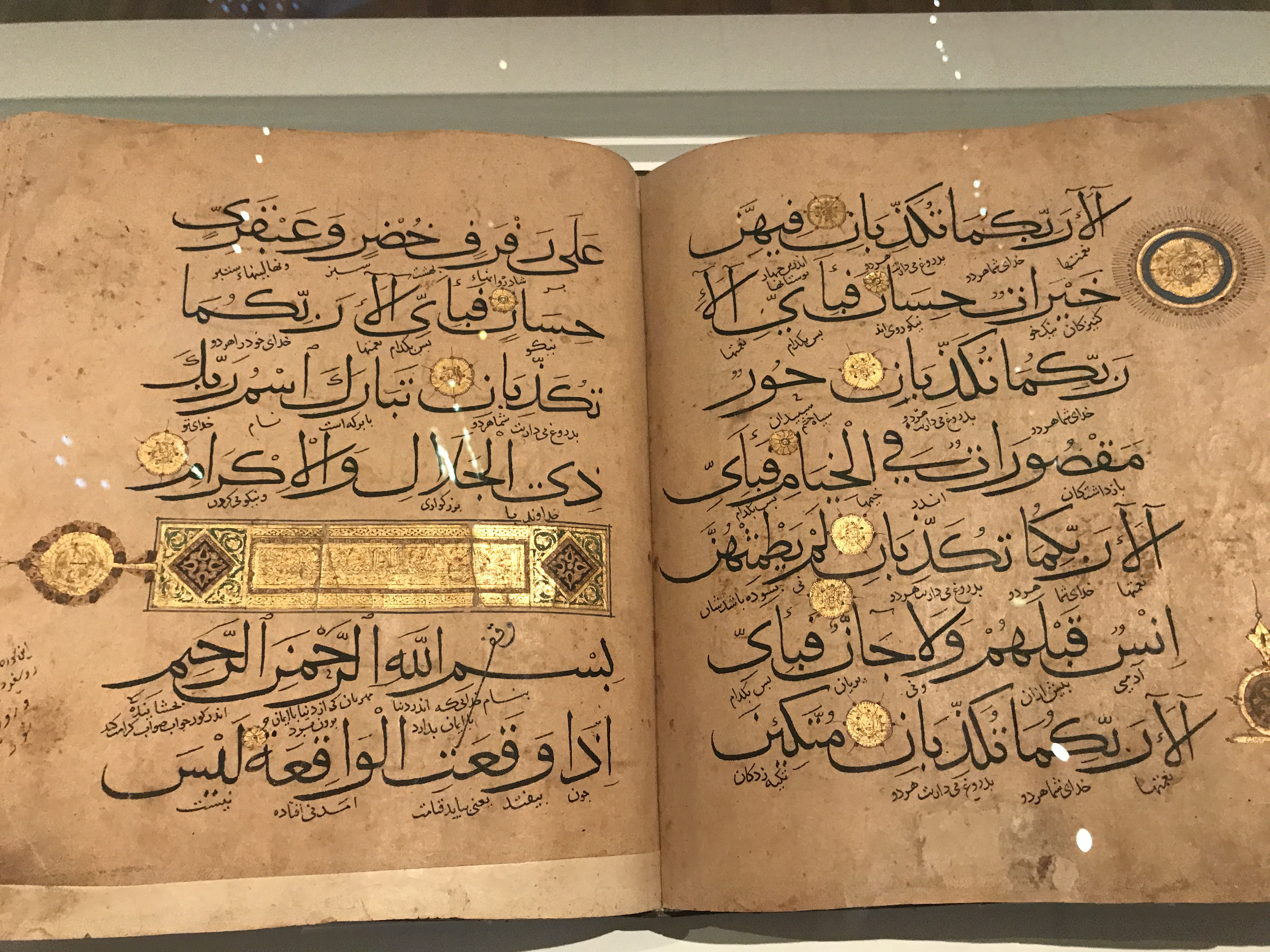
آخر السورة في مصحف مخطوط

سُورَةُ ٱلرَّحْمٰن هي سورة مدنية في قول الجمهور، من المفصل، آياتها 78، وترتيبها في المصحف 55، في الجزء السابع والعشرين، وهي بدأت وسُميت على اسم من أسماء الله الحسنى ﴿الرَّحْمَنُ ۝١﴾ [الرحمن:1]، نزلت بعد سورة الرعد، وهي تُسمى عروس القرآن للحديث: «لكل شيء عروس وعروس القرآن سورة الرحمن» رواه البيهقي وضعفه الألباني، جاءت ﴿فَبِأَيِّ آلَاءِ رَبِّكُمَا تُكَذِّبَانِ ۝١٣﴾ [الرحمن:13] 31 مرة في السورة، ومن أبرز ما ورد في مناسبة السورة لما قبلها، مّا ذَكَرَ اللهُ  في السورة السابقة القمر لأنواع النقم التي حلَّت بالأمم السابقة، وذَكَرَ في (الرحمن) أنواع الآلاء والنعم، ولهذه السورة مقاصد كثيرة، أهمها أنها بينت أن الله علم نبيه القرآن وأوحاه إليه، وأنه خلق كل إنسان وعلمه كيف يعبر عن مقاصده ويبينها، وأما المحتوى العام للسورة، فهو ذكر كثيراً من نعم الله وآياته وأولها القرآن، لأنه أعظم النعم شأنا وأرفعها مكانة، وتتعدد أوجه الإعراب والدلالات في سورة الرحمن بتعدد القراءات.

## موضوع السورة
هذه السورة مكية مكية في قول الجمهور، وذات نسق خاص ملحوظ، إنها إعلان هام في ساحة الوجود الكبير، وإعلام بآلاء الله الباهرة الظاهرة، في جميل صنعه، إبداع خلقه، وفي فيض نعمائه، وفي تدبيره للوجود وما فيه، وتوجيه الخلائق كلها إلى وجهه الكريم وهي إشهاد عام للوجود كله على الثقلين: الأنس والجن المخاطبين بالسورة على السواء، في ساحة الوجود على مشهد من كل موجود، مع تحدياهما إن كانا يملكان التكذيب بآلاء الله، تحدياً يتكرر عقب بيان كل نعمة التي يعدها ويفصلها، ويجعل الكون كله معرضاً لها، وساحة الآخرة كذلك.
ويبدأ معرض الآلاء بتعليم القرآن بوصفة المنة الكبرى على الإنسان، تسبق في الذكر خلق الإنسان ذاته وتعليمه البيان ُثم يذكر خلق الإنسان، ومنحه الصفة الإنسانية الكبرى: البيان.
ومن ثم يفتح صحائف الوجود الناطقة بآلاء الله الشمس والقمر والنجم والشجر والسماء المرفوعة، والميزان الموضوع. والأرض وما فيها من فاكهة ونخل وحب وريحان. والجن والإنس. والمشرقان والمغربان. والبحران ﴿بَيْنَهُمَا بَرْزَخٌ لَا يَبْغِيَانِ ۝٢٠﴾ [الرحمن:20]. وما يخرج منهما وما يجرى فيهما.
فإذا تم عرض هذه الصحائف الكبار عرض فنائها جميعاً، مشهد المناء المطلق للخلائق، وفي ظل الوجود المطلق لوجه الله الكريم الباقي، الذي إليه تتوجه الخلائق جميعاً، ليتصرف بأمرها بما يشاء.
وفي ظل الفناء المطلق والبقاء المطلق يجيء التهديد المروع والتحدي الكوني للجن والإنس: ﴿سَنَفْرُغُ لَكُمْ أَيُّهَ الثَّقَلَانِ ۝٣١ فَبِأَيِّ آلَاءِ رَبِّكُمَا تُكَذِّبَانِ ۝٣٢﴾ [الرحمن:31–32].
ثم يعرض مشهد يوم القيامة مشهد النهاية، في صورة كونية، يرتسم فيها مشهد السماء حمراء سائلة، ومشهد العذاب للمجرمين، والثواب للمتقين في تطويل وتفصيل.
ثم يجيء الختام المناسب لمعرض الآلاء: ﴿تَبَارَكَ اسْمُ رَبِّكَ ذِي الْجَلَالِ وَالْإِكْرَامِ ۝٧٨﴾ [الرحمن:78] وتقع هذه السورة في الجزء السابع والعشرون.

## مكان وزمان نزول السورة وعدد آياتها وكلماتها

### مكان نزول السورة
نزلت سورة (الرحمن) في مكة، فهي مكِّيّة بالاتِّفاق، ومما يدل على نزولها بمكة، حديث جابر بن عبد الله، أن رسول الله ﷺ قرأ على أصحابه سورة الرحمن، من أولها إلى آخرها، فسكتوا، فقال: «لقد قرأتها على الجن، ليلة الجن، فكانوا أحسن ردوداً منكم.. كنت كما أتيت على قوله تعالى: «فَبِأَيِّ آلاءِ رَبِّكُما تُكَذِّبانِ» قالوا: ولا بشىء من نعمك ربّنا نكذب.. فلك الحمد»، وقد استدل بهذا الحديث على أن السورة مكية، لأن ليلة الجن التي يشير إليها النبي ﷺ، كانت قبل الهجرة، وذلك كان بوادي نخلة حيث بات النبي ﷺ، وهو في طريق عودته من الطائف إلى مكة، بعد أن عرض دعوته على ثقيف بالطائف، فردوه، ولم يقبلوا منه.

### زمن نزول السورة
وفي تاريخ نزولها، قيل: نزلت سورة (الرحمن) بعد سورة (الرعد)، ونزلت سورة (الرعد)، فيما بين صلح الحديبية وغزوة تبوك، فيكون نزول سورة (الرحمن) في ذلك التاريخ أيضا.

### تاريخ نزول السورة
وسورة الرحمن من أول السور نزولاً، وقد أخرج أحمد في مسنده، عن أسماء بنت أبي بكر قالت: «سمعت رسول الله ﷺ وهو يصلي نحو الركن قبل أن يصدع بما يؤمر والمشركون يسمعون يقرأ:﴿فَبِأَيِّ آلَاءِ رَبِّكُمَا تُكَذِّبَانِ ۝١٣﴾ [الرحمن:13]، وهذا دليل على أنها من أول السور نزولاً.

### عدد الكلمات والايات
وعدد آياتها (ثمان وسبعون آية) في عدّ الكوفة والشام، وسبع في الحجاز، وست في البصرة. وكلماتها (ثلاثمائة وإِحدى وخمسون كلمة)، وحروفها (أَلف وثلاثمائة وستّ وثلاثون حرفاً).

### ترتيب السورة
وأما ترتيب سورة (الرحمن) في القرآن، فقد جاء ترتيبها من حيث النزول بعد سورة الرعد، وأما في المصحف الشريف ففي المرتبة الخامسة والخمسون، بعد سورة القمر، وقبل سورة الواقعة، وسر مجيئها بعد سورة (القمر)، فهو لمَّا قال سبحانه وتعالى في آخر القمر:﴿بَلِ السَّاعَةُ مَوْعِدُهُمْ وَالسَّاعَةُ أَدْهَى وَأَمَرُّ ۝٤٦﴾ [القمر:46]، ثم وصف حال المجرمين في سقر، وحال المتقين في جنات ونهر، فصَّل هذا الإجمال في هذه السورة أتم تفصيل، على الترتيب الوارد في الإجمال، وعرف بذلك أن هذه السورة بأسرها شرح لآخر السورة التي قبلها.

## سبب تسمية السورة
سُميت بـ: (سورة الرحمن)، لافتتاحها باسم من أسماء الله الحسنى (الرحمن)، وهو اسم مبالغة من الرحمة، وفي تفسير القرطبي، أن قيس بن عاصم المنقري قال للنبي ﷺ: «اتل علي ما أنزل عليك، فقرأ عليه سورة الرحمن، فقال: أعدها، فأعادها ثلاثاً، فقال: إن له لحلاوة»، وكذلك سميت في كتب السنة وفي المصاحف.
وقال عبد الكريم الخطيب: وقد سميت السورة سورة «الرحمن»، وكل آية من آياتها رحمة راحمة، ونعمة سابغة، حتى تلك الآيات التي تحمل العذاب إلى الكافرين والضالين فإنهم- مع هذا العذاب الذي هم فيه واقعون تحت رحمة الله، ولولا هذه الرحمة لتضاعف لهم هذا العذاب أضعافا كثيرة، لا تنتهي.
وسُميت بـ: عروس القرآن، لما فيها من جميل اللفظ وموسيقية الإيقاع، وذكر في الإتقان: أنها تسمى (عروس القرآن)، وقال الصابوني: تسمى سورة الرحمن (عروس القرآن)، لما ورد: «لكل شيء عروس، وعروس القرآن سورة الرحمن»، وتأتي معانيها من جميع الوجوه، فإن هذه السورة الكاملة، شاملة لتعدد النعم الدنيوية والأخروية، طروها بطراو اسم (الرحمن) الذي هو اسم الذات المشتمل على جميع الأسماء والصفات، ليسند إليه كل النعم.

## سبب نزولها
يرى بعض أهل العلم أنها نزلت جواباً، لتجاهل الكافرين اسم الله (الرحمن).
وقيل هو قول المشركين المحكي عنهم: ﴿وَإِذَا قِيلَ لَهُمُ اسْجُدُوا لِلرَّحْمَنِ قَالُوا وَمَا الرَّحْمَنُ أَنَسْجُدُ لِمَا تَأْمُرُنَا وَزَادَهُمْ نُفُورًا ۝٦٠﴾ [الفرقان:60]، فتكون تسميتها باعتبار إضافة سورة إلى الرحمن على معنى إثبات وصف الرحمن، فردَّ الله على المشركين بأن الرحمن، هو الذي علَّم النبي محمد ﷺ القرآن، وهي من أول السور نزولاً، وقيل أيضاً: هو قول المشركين في النبي ﷺ:﴿خَلَقَ السَّمَاوَاتِ وَالْأَرْضَ بِالْحَقِّ تَعَالَى عَمَّا يُشْرِكُونَ ۝٣﴾ [النحل:3]، أي يعلمه القرآن؛ وكان ذكر الذي يُعلِّم النبي ﷺ القرآن أقوى من الاهتمام بالتعليم.

## خصائص السورة
لا شك أن لكل سورة من سور القرآن ميزات وخصائص وصفات تختص بها عن غيرها من السور، ومن هذه السور سورة (الرحمن)، فلها مميزات وخصائص كثيرة، ومنها ما يلي:
1. لا يوجد في القرآن سورة مبدوءة بما بدئت به سورة الرحمن، ولا بما ختمت به، ولا مثلها في عدد الآي، ولا ناسخ ولا منسوخ فيها.[18]
2. في سورة الرحمن ظاهرة ملفتة للأنظار، داعية إلى التساؤل عنها والبحث عما وراءها من أسرار، وهي التكرار الملتزم في قوله تعالى:﴿فَبِأَيِّ آلَاءِ رَبِّكُمَا تُكَذِّبَانِ ۝١٣﴾ [الرحمن:13]، للتقرير بالنعم المختلفة المعدودة، فكلما ذكر -سبحانه- نعمة أنعم بها، وبخ على التكذيب بها، حتى بلغ تكرارها إحدى وثلاثين مرة.[19]
3. اشتمالها على أحوال المؤمنين والكافرين في الدنيا، ومآل أمرهم في الآخرة.[5]
4. السورة فريدة في أسلوبها النظمي، كما أنها عرض عام للدعوة مثل السور النازلة في وقت مبكر كالأعلى والشمس والليل والقارعة والمرسلات، والطابع المكي قوي البروز عليها.[20]
5. تتميز سورة «الرحمن» بجرسها، وقصر آياتها، وتعاقب الآيات:﴿الرَّحْمَنُ ۝١ عَلَّمَ الْقُرْآنَ ۝٢ خَلَقَ الْإِنْسَانَ ۝٣ عَلَّمَهُ الْبَيَانَ ۝٤﴾ [الرحمن:1–4]، فنسمع هذا الرنين الأخّاذ، والإيقاع الصاعد الذاهب الى بعيد.[12]
6. ابتدأها الله بالنعمة الروحية الكبرى، التي أضفاها على الإنسان بإنزاله القرآن في أرفع صورة للكتب السماوية.[19]
7. إنفرداها بذكر اسم من أسماء الله الحسنى: (ذو الجلال والإكرام) قاله الله  في سورة الرحمن.[21]
8. آياتها متلاحمة ومتماسكة، دون أن يقوم بينها حرف عطف، وانظر في قوله تعالى:﴿الرَّحْمَنُ ۝١ عَلَّمَ الْقُرْآنَ ۝٢ خَلَقَ الْإِنْسَانَ ۝٣ عَلَّمَهُ الْبَيَانَ ۝٤ الشَّمْسُ وَالْقَمَرُ بِحُسْبَانٍ ۝٥﴾ [الرحمن:1–5]، فإن ما بينها من تجاوب وتآلف، يجعلها في غنى عن أن يقوم بينها عاطف يعطف بعضها على بعض، ويجمع بعضها إلى بعض.[11]
9. أنها تتعلق بأصول الاعتقاد، وهي التوحيد وأدلة القدرة الإلهية والنبوة والوحي، والقيامة وما فيها من جنة ونار، وآلاء ونعم، وشدائد وأهوال.[4]

## فضائل سورة الرحمن
ما رواه الترمذي عن جابر بن عبد الله  قال: «خرج رسول الله ﷺ على أصحابه فقرأ سورة الرحمن، من أولها إلى آخرها فسكتوا، فقال: لقد قرأتها على الجن ليلة الجن فكانوا أحسن مردودا منكم ...».
وعن جابر بن عبد الله ، قال: لما قرأ رسول الله ﷺ سورة الرحمن على أصحابه حتى فرغ قال:«ما لي أراكم سكوتاً، للجن كانوا أحسن منكم رداً، ما قرأت عليهم من مرة،  ﴿فَبِأَيِّ آلَاءِ رَبِّكُمَا تُكَذِّبَانِ ۝١٣﴾ [الرحمن:13]، إلا قالوا: ولا بشيء من نعمتك ربنا».
وروى هشام بن عروة عن أبيه قال: أول من جهر بالقرآن بمكة بعد رسول الله ﷺ عبد الله ابن مسعود، «وذلك أن أصحاب رسول الله اجتمعوا فقالوا: ما سمعت قريش القرآن يجهر به، فمن رجل يسمعهم؟ فقال ابن مسعود: أنا، فقالوا: إنا نخشى عليك منهم، وإنما نريد رجلا له عشيرة يمنعونه، فقال: دعوني فإن الله سيمنعني، ثم قام عند المقام فقال: بسم الله الرحمن الرحيم، الرحمن علم القرآن، رافعا بها صوته، وقريش في أنديتها فتأملوا وقالوا: ما يقول ابن أم عبد؟ ثم قاموا إليه فجعلوا يضربونه وهو يقرأ حتى يبلغ منها ما شاء، ثم انصرف إلى أصحابه، وقد أثروا في وجهه، فقالوا: هذا الذي خشينا عليك».
وعن زيد بن أسلم، عن أبيه، عن أبي أمامة، عن أبي بن كعب، قال: قال رسول الله ﷺ: «ومن قرأ سورة الرحمن رحم الله ضعفه وأدى شكر ما أنعم الله عليه».

## مقاصد سورة الرحمن ومناسبتها لما قبلها

### مقاصد سورة الرحمن
1. إثبات الاتصاف بعموم الرحمة لله ، ترغيباً في إنعامه بمزيد امتنانه وترهيباً من انتقامه، بقطع إحسانه، وعلى ذلك دل اسم السورة (الرحمن).[27]
2. المنّة على الخلق بتعليم القرآن، وتلقين البيان، ولفت أنظارهم إلى صحائف الوجود الناطقة بآلاء الله: الشمس، والقمر، والنجم، والشجر، والسماء المرفوعة، والميزان الموضوع، وما فيها من فاكهة، ونخل، وحبّ، وريحان، والجن والإنس، والمشرقان، والمغربان، والبحران بينهما برزخ لا يبغيان، وما يخرج منهما، وما يجري فيهما.[12]
3. التنويه بنعم الله ومشاهد عظمته في الكون وذاته، وإشارة إلى عنايته بالإنسان، وتنديد بالمكذبين وإنذار لهم وتنويه بالمتقين وبشرى لهم، وبيان ما سوف يلقاه الأولون في الآخرة من هول وعذاب والآخرون من نعيم ورفاه.[20]
4. الدعوة إلى الله بالترغيب، وذلك بتعداد نعمه على عباده، وقد أخذ المشركون في السورة السابقة، بطريق الإنذار والترهيب، فأخذوا في هذه السورة بطريق الترغيب، تفنّنا في السياق، وتجديداً لنشاط السامع.[12]
5. إظهار حجة الله على الخلق وكان ذلك من أعظم ألطافه تعالى لمن يسره لتدبر الكتاب ووفقه لفهمه.[28]
6. إبراز مظاهر النعم، وآلاء الله الباهرة الظاهرة، في جميل صنعه، وإبداع خلقه، وفي فيض نعمائه، وفي تدبيره للوجود وما فيه، وتوجيه الخلائق كلّها الى وجهه الكريم.
7. إشهاد عام للوجود كلّه على الثّقلين: الإنس والجن، إشهاد في ساحة الوجود، على مشهد من كلّ موجود، مع تحدّ للجن والإنس إن كانا يملكان التكذيب بآلاء الله، تحديا يتكرّر عقب بيان كلّ نعمة من نعمه، التي يعدّدها ويفصّلها، ويجعل الكون كلّه معرضا لها، وساحة الاخرة كذلك.[12]

### مناسبتها لما قبلها
بين سورة (الرحمن)، والسورة التي قبلها (القمر) أكثر من مناسبة، ومنها:
1. النظم الذي جاءت عليه سورة (القمر)، يشابه النظم الذي جاءت عليه سورة (الرحمن)، من حيث تكرار بعض المقاطع مرات متعددة، فقد تكرر في سورة (القمر) قوله تعالى: ﴿فَكَيْفَ كَانَ عَذَابِي وَنُذُرِ ۝٢١﴾ [القمر:21] أربع مرات، وكذلك قوله تعالى: ﴿وَلَقَدْ يَسَّرْنَا الْقُرْآنَ لِلذِّكْرِ فَهَلْ مِنْ مُدَّكِرٍ ۝٢٢﴾ [القمر:22] تكرر أربع مرات أيضا، وفى سورة (الرحمن) تكرر قوله تعالى: ﴿فَبِأَيِّ آلَاءِ رَبِّكُمَا تُكَذِّبَانِ ۝١٣﴾ [الرحمن:13] إحدى وثلاثين مرة.[11]
2. أن هذه السورة شرح وتفصيل لآخر السورة التي قبلها (القمر)، ففي سورة القمر بيان إجمالي لأوصاف مرارة الساعة وأهوال النار وعذاب المجرمين، وثواب المتقين ووصف الجنة وأهلها، وفي سورة (الرحمن) تفصيل على الترتيب الوارد في الإجمال، وعلى النحو المذكور من وصف القيامة والنار والجنة.
3. لمَّا ذَكَرَ الله  في السورة السابقة (القمر) أنواع النقم التي حلَّت بالأمم السابقة، ذَكَرَ في سورة (الرحمن) أنواع الآلاء والنعم الدينية والدنيوية في الأنفس والآفاق على الناس جميعاً.
4. لمَّا افتتح السورة السابقة بما يدل على العزة والجبروت، افتتح سورة الرحمن بما يدل على الرحمة والرحموت وهو إنزال القرآن.[4]
5. لمَّا ختم المولى سبحانه سورة القمر بعظيم الملك، وبليغ القدرة، وكان الملك القادر لا يكمل ملكه إلا بالرحمة، وكانت رحمته لا تتم إلا بعمومها، فقصَّر في هذه السورة (الرحمن) على تعداد نعمه على خلقه في الدارين، وذلك من آثار الملك.[29]

## المحتوى العام للسورة، وما ورد فيها من ناسخ ومنسوخ
1. تحتوي سورة الرحمن على أعظم النعم الإلهية الدنيوية والأخروية،[3] فقد ذكر المولى  النعم مبتدئة بذكر القرآن الذي هو أكبر نعمة على الإنسان، ثم ذكر النعم الكونية في السماء والأرض، فذكر سبحانه نعمته على عباده بإنزال القرآن لهدايتهم، وبخلقهم وتعليمهم البيان، وبخلق الشمس والقمر بحسبان، وبخلق النجم والشجر، وبرفع السماء ووضع الميزان، وبوضع الأرض وما فيها، من فاكهة ونخل وحبّ وريحان.[12]
2. بيان خلق الإنسان والجان، فالأول من طين لازب ذي صلصال كالفخار، والثاني من مارج من نار.[8]
3. ذكر مطالع الشمس ومغاربها في الشتاء والصيف وهما مطلعان ومغربان، وذكر صناعة اللؤلؤ والمرجان، والسفن التي هي في البحر كالجبال علوا وظهورا.[30]
4. ذكر صفة يوم القيامة، ثم صفة أهل النار،[8] فيبدأ بعالم القيامة وما فيه من أهوال جسام، ومصير عصيب للمجرمين، وزج في نيران الجحيم، ويقابل ذلك المشهد المؤلم مشهد النعيم في جنان الخلد لأهل الإيمان واليمين، والخوف من مقام الله، وفي تلك الجنان أنواع الأغصان، والعيون والأنهار، والفواكه، والفرش الحريرية الوثيرة والأرائك الخضر، والحور والولدان، والخيرات الحسان،[31] ويختم السورة ببيان الجنة وما فيها من نعيم أعد للسابقين وأصحاب اليمين.[8]
5. ومن محتوياته السورة، إدماج التنويه بشأن العدل، والأمر بتوفية أصحاب الحقوق حقوقهم، وحاجة الناس إلى رحمة الله فيما خلق لهم، ومن أهمها نعمة العلم ونعمة البيان، وما أعد من الجزاء للمجرمين ومن الثواب والكرامة للمتقين ووصف نعيم المتقين،[15] وناسب كل ذلك من موضوعات السورة، أن تختم بتمجيد الله ، والثناء عليه، على ما تفضل به وأنعم على عباده: تبارك اسم ربك ذي الجلال والإكرام.[31]

## القراءات لبعض الكلمات في السورة
قوله تعالى: ﴿وَالْحَبُّ ذُو الْعَصْفِ وَالرَّيْحَانُ ۝١٢﴾ [الرحمن:12] قرأ ابن عامر (والحبّ) بفتح الباء، ذا العصف بألف بدل الواو، والرّيحان بفتح النون نصباً في الثلاثة، الباقون بالرفع فيهن، إلّا حمزة والكسائيّ وخلف، في (والرّيحان)، فإنهم قرأوه بالجر.
وقوله تعالى:﴿يَخْرُجُ مِنْهُمَا اللُّؤْلُؤُ وَالْمَرْجَانُ ۝٢٢﴾ [الرحمن:22] {يَخْرُجُ مِنْهُمَا}: قرأ نافع والبصري بضم الياء وفتح الراء، والباقون بفتح الياء وضم الراء، و{اللُّؤْلُؤُ}، قرأ السوسي وشعبة بإبدال الهمزة الأولى واواً، والباقون بالهمزة، وقوله تعالى: ﴿وَلَهُ الْجَوَارِ الْمُنْشَآتُ فِي الْبَحْرِ كَالْأَعْلَامِ ۝٢٤﴾ [الرحمن:24] {الْمُنْشَآتُ}: قرأ حمزة وشعبة بخلف عنه بكسر الشين والباقون بفتح الشين، وهو الطريق الثاني لشعبة. وقوله تعالى:﴿يَسْأَلُهُ مَنْ فِي السَّمَاوَاتِ وَالْأَرْضِ كُلَّ يَوْمٍ هُوَ فِي شَأْنٍ ۝٢٩﴾ [الرحمن:29] {في شَأْنٍ}: قرأ السوسي بإبدال الهمز، والباقون بالهمز، وقوله تعالى:﴿سَنَفْرُغُ لَكُمْ أَيُّهَ الثَّقَلَانِ ۝٣١﴾ [الرحمن:31] {سَنَفْرُغُ}: قرأ الأخوان بالياء التحتية المفتوحة بعد السين، والباقون بنون العظمة.
وقوله تعالى: {الْمُنْشَآتُ}: قرأ حمزة وأبو بكر بكسر الشين، والباقون بالفتح. وقوله تعالى: {وَالْإِكْرامِ}: قرأ ابن ذكوان بالإمالة، وورش على أصله في ترقيق الراء، وقوله تعالى: ﴿سَنَفْرُغُ لَكُمْ أَيُّهَ الثَّقَلَانِ ۝٣١﴾ [الرحمن:31] قرأ حمزة والكسائي بعد السين بالياء التحتية، والباقون بالنون.
وقوله تعالى: ﴿يُرْسَلُ عَلَيْكُمَا شُوَاظٌ مِنْ نَارٍ وَنُحَاسٌ فَلَا تَنْتَصِرَانِ ۝٣٥﴾ [الرحمن:35] {شُواظٌ}: قرأ المكي بكسر الشين، والباقون بالضم لغتان، وقوله: {ونُحاسٌ}: قرأ وأبو عمرو البصري بجر السين عطفا على نار، والباقون بالرفع عطفا على شواظ، فصار نافع وابن عامر الشامي، والكوفيون بضم الشين ورفع السين، وابن كثير المكي بكسرهما، والبصري بضم الأول وكسر الثاني، وقوله تعالى: {جَانٌّ}: كله مده لازم، لأن سببه الساكن المدغم وهم فيه سواء، وظاهر كلامهم أنه لا فرق في هذا المد بين الوصل والوقف، وقال المحقق: ولو قيل بزيادة في الوقف على قدره في الوصل لم يكن بعيداً لاجتماع ثلاث سواكن والله أعلم.
وقوله تعالى: ﴿فِيهِنَّ قَاصِرَاتُ الطَّرْفِ لَمْ يَطْمِثْهُنَّ إِنْسٌ قَبْلَهُمْ وَلَا جَانٌّ ۝٥٦﴾ [الرحمن:56] {لَمْ يَطْمِثْهُنَّ}: قرأ ابو عمر عن الكسائي في الأول بضم الميم، وأبو الحارث الليث عنه في الثاني كذلك، والذي نص عليه أبو الحارث كرواية الدوري والباقون بكسر الميم فيهما.
وقوله تعالى: ﴿تَبَارَكَ اسْمُ رَبِّكَ ذِي الْجَلَالِ وَالْإِكْرَامِ ۝٧٨﴾ [الرحمن:78] { ذُو الْجَلالِ}: قرأ ابن عامر (ذو الجلال) بواو، بدل الياء رفعاً، كما هي في مصحف أهل الشام، والباقون (ذي) بالياء خفضاً.

## فوائد بلاغية من سورة الرحمن
رنة الإعلان تتجلى في بناء السورة كله، وفي إيقاع فواصلها تتجلى في إطلاق الصوت إلى أعلى، وامتداد التصويت إلى بعيد، كما تتجلى في المطلع الموقظ الذي يستثير الترقب والانتظار لما يأتي بعد المطلع من أخبار الرحمن كلمة واحدة، مبتدأ مفرد الرحمن كلمة واحدة في معناها الرحمة، وفي رنتها الإعلان، والسورة بعد ذلك بيان للمسات الرحمة ومعرض لآلاء الرحمن.

### الصورة الفنية
فسورة الرحمن تحتوي على (78 آية)، حيث من الآية الأولى إلى الآية السادسة والثلاثين تصور نعم الدنيا، ومن الآية السابعة والثلاثين إلى آخر السورة تصور نعم الآخرة.

### البيان
في قوله تعالى: ﴿عَلَّمَهُ الْبَيَانَ ۝٤﴾ [الرحمن:4]: و(الْبَيانَ): في اللغة: المنطق الفصيح المعرب عمّا في الضمير، وفي الاصطلاح أحد فنون البلاغة الثلاثة وهو يبحث في التشبيه والاستعارة والمجاز والكناية وقد تقدمت أمثلتها في هذا الكتاب.

### التكرير
في قوله تعالى:﴿فَبِأَيِّ آلَاءِ رَبِّكُمَا تُكَذِّبَانِ ۝١٣﴾ [الرحمن:13]، ومن وظائف هذا التكرار للآية، هو استخراج الشكر الذي عبادة الله وتقواه، والاستخراج يكون من خلال تأكيد المعنى في التذكير بالنعمة، والسر في تكرير الآية عقب آيات فيها تعداد عجائب خلق الله وبدائع صنعه، وبعد آيات فيها ذكر النار وشدائدها، لأن من جملة الآلاء رفع البلاء، وتأخير العقاب، والتقرير بالنعم المعدودة، والتأكيد في التذكير بها كلها، ولأن من علامات العاطفة المحتدمة هذا التكرير.

### فن التوهيم
وفي قوله تعالى:﴿الشَّمْسُ وَالْقَمَرُ بِحُسْبَانٍ ۝٥ وَالنَّجْمُ وَالشَّجَرُ يَسْجُدَانِ ۝٦﴾ [الرحمن:5–6]، فن التوهيم، وهو عبارة عن إتيان المتكلم بكلمة يوهم باقي الكلام قبلها أو بعدها أن المتكلم أراد اشتراك لغتها بأخرى أو أراد تصحيفها أو تحريفها أو اختلاف إعرابها أو اختلاف معناها أو وجها من وجوه الاختلاف والأمر بضد ذلك، فإن ذكر الشمس والقمر يوهم السامع أن النجم أحد نجوم السماء وإنما المراد النبت الذي لا ساق له.

### فن الإرداف
وفي قوله تعالى: ﴿فِيهِنَّ قَاصِرَاتُ الطَّرْفِ﴾ [الرحمن:56]، والمعنى فيهنّ عفيفات قد قصرت عفّتهنّ طرفهن على بعولتهنّ، وعدل عن المعنى الخاص إلى لفظ الإرداف لأن كلّ من عفّ غضّ الطرف عن الطموح، فقد يمتد نظر الإنسان إلى شيء وتشتهيه نفسه ويعفّ عنه مع القدرة عليه لأمر آخر، وقصر طرف المرأة على بعلها أو قصر طرفها حياء وخفرا أو قصر عيني من ينظر إليهنّ عن النظر إلى غيرهنّ أمر زائد على العفّة لأن من لا يطمح طرفها لغير بعلها أو لا يطمح حياء وخفرا فإنها ضرورة تكون عفيفة، فكل قاصرة الطرف عفيفة وليست كل عفيفة قاصرة الطرف فلذلك عدل عن اللفظ الخاص إلى لفظ الإرداف.

## المصدر
1. ↑  المصحف الإلكتروني، سورة الرحمن، التعريف بالسورة نسخة محفوظة 31 يناير 2019 على موقع واي باك مشين.
2. ↑  سبب تسمية سورة الرحمن عروس القرآن، فتاوى إسلام ويب نسخة محفوظة 14 مارس 2019 على موقع واي باك مشين.
3. 1 2  دراسة تحليلية عن وظائف التكرار في بعض الآيات من سور الرحمن، الباحث: توفيق حسين، بحث ماجستير مقدم للحصول على درجة (سرجانا) من الجامعة الإسلامية الحكومية بمالانج، شعبة اللغة العربية، سنة: ( 2001م) (ص: 19).
4. 1 2 3 4 5 6  محمد إمام الغزالي (2018). التشبيه في سورة الرحمن،  دراسة تحليلية بلاغية (PDF). 1. إندونيسيا: حث مقدم للحصول على درجة (سرجانا) إلى جامعة علاء الدين الإسلامية الحكومية بمكاسر. ص. 24- 25،28. مؤرشف من الأصل (PDF) في 2024-11-12.
5. 1 2  مجموعة من العلماء بإشراف مجمع البحوث الإسلامية بالأزهر (1973). "كتاب التفسير الوسيط - مجمع البحوث - المكتبة الشاملة". shamela.ws. 9 (ط. الأولى). الهيئة العامة لشئون المطابع الأميرية. ص. 1198- 1200. مؤرشف من الأصل في 2024-11-12. اطلع عليه بتاريخ 2024-11-12.
6. ↑  صباح أسود محمد (2023). "القراءات في سورة الرحمن – دراسة دلالية". search.mandumah.com. 15. العراق: جامعة تكريت - كلية الآداب. ص. 40. مؤرشف من الأصل في 2024-11-12. اطلع عليه بتاريخ 2024-11-12.
7. 1 2  د. أحمد حسن فرحات (1999م). "تأملات في سورة الرحمن". quranpedia.net. 3 (بالإنجليزية). مجلة الأحمدية، دار البحوث للدراسات الإسلامية وإحياء التراث. p. 12. Archived from the original on 2024-12-01. Retrieved 2024-11-11.{{استشهاد ويب}}:  صيانة الاستشهاد: BOT: original URL status unknown (link)
8. 1 2 3 4 5 6  فاطمة عثمان (2018). أسلوب الاستفهام في سورة الرحمن – دراسة تحليلية نحوية (PDF). أندونيسيا: بحث مقدم بحث مقدم للحصول على درجة (سرجانا) إلى جامعة علاء الدين الإسلامية الحكومية –مكاسر-، قسم اللغة العربية، كلية التربية. ص. 25،28. مؤرشف من الأصل (PDF) في 2024-11-12.
9. ↑  محمد بن عيسى الترمذي أبو عيسى، سنن الترمذي ، حديث رقم: (3291)
10. ↑  محمد بن عيسى بن سَوْرة بن موسى بن الضحاك، الترمذي، أبو عيسى (1998). "كتاب سنن الترمذي - ت بشار". shamela.ws. 5 (ط. الأولى). بيروت، لبنان: دار الغرب الإسلامي. ص. 252. مؤرشف من الأصل في 2024-11-12. اطلع عليه بتاريخ 2024-11-12.
11. 1 2 3 4  عبد الكريم يونس الخطيب. "كتاب التفسير القرآني للقرآن". shamela.ws. 14. القاهرة: دار الفكر العربي. ص. 670،657،653،650. مؤرشف من الأصل في 2024-11-12. اطلع عليه بتاريخ 2024-11-12.
12. 1 2 3 4 5 6  جعفر شرف الدين (1420). "كتاب الموسوعة القرآنية خصائص السور - المكتبة الشاملة". shamela.ws. 9 (ط. الأولى). بيروت، لبنان: دار التقريب بين المذاهب الإسلامية. ص. 91،87،88. مؤرشف من الأصل في 2024-11-12. اطلع عليه بتاريخ 2024-11-12.
13. ↑  مجد الدين أبو طاهر محمد بن يعقوب الفيروزآبادى (1996). "بصائر ذوي التمييز في لطائف الكتاب العزيز - المكتبة الشاملة". shamela.ws. 1. القاهرة، مصر: المجلس الأعلى للشئون الإسلامية - لجنة إحياء التراث الإسلامي. ص. 447. مؤرشف من الأصل في 2024-11-12. اطلع عليه بتاريخ 2024-11-12.
14. ↑  أبو عبد الله أحمد بن محمد بن حنبل بن هلال بن أسد الشيباني، مسند الإمام أحمد بن حنبل، رقم الحديث: (26955).
15. 1 2 3 4  محمد الطاهر بن محمد بن محمد الطاهر بن عاشور التونسي (1984). "كتاب التحرير والتنوير - المكتبة الشاملة". shamela.ws. 27. تونس: الدار التونسية للنشر. ص. 228،229. مؤرشف من الأصل في 2024-11-12. اطلع عليه بتاريخ 2024-11-12.
16. ↑  علي علوي، أسماء؛ حميودة، عبود (15 مارس 2022). "جماليات البديع و أبعاده النفسية : " دراسة تطبيقية في سورة الرحمان"". المعيار. مجلة المعياد. ج. 26 ع. 64: 3. ISSN:2588-2384. مؤرشف من الأصل في 2024-11-12.{{استشهاد بدورية محكمة}}:  صيانة الاستشهاد: التاريخ والسنة (link)
17. ↑  محمد علي الصابوني (1997). "كتاب صفوة التفاسير - المكتبة الشاملة". shamela.ws. 3 (ط. الأولى). القاهرة، مصر: دار الصابوني للطباعة والنشر والتوزيع. ص. 285. مؤرشف من الأصل في 2024-11-12. اطلع عليه بتاريخ 2024-11-12.
18. ↑  عبد القادر بن ملّا حويش السيد محمود آل غازي العاني (1965). "كتاب بيان المعاني". shamela.ws. 6 (ط. الأولى). دمشق، سوريا: مطبعة الترقي. ص. 55. مؤرشف من الأصل في 2024-11-13. اطلع عليه بتاريخ 2024-11-13.
19. 1 2  شوقي ضيف (1995). "سورة الرحمن وسور قصار". quranpedia.net. 1 (بالإنجليزية). دار المعارف للطباعة. p. 24. Archived from the original on 2024-11-13. Retrieved 2024-11-13.
20. 1 2  دروزة محمد عزت (1383). "كتاب التفسير الحديث". shamela.ws. 6. القاهرة: دار إحياء الكتب العربية. ص. 89. مؤرشف من الأصل في 2024-11-13. اطلع عليه بتاريخ 2024-11-13.
21. ↑  أبو عبد الله محمد بن إسحاق بن محمد بن يحيى بن مَنْدَه العبدي (1423). "كتاب التوحيد ومعرفة أسماء الله عز وجل وصفاته على الاتفاق والتفرد". shamela.ws. 2 (ط. الأولى). المدينة المنورة، السعودية - سوريا: مكتبة العلوم والحكم- ودار العلوم والحكم. ص. 120. مؤرشف من الأصل في 2024-11-13. اطلع عليه بتاريخ 2024-11-13.
22. ↑  الترمذي، أبو عيسى، سنن الترمذي، حديث رقم: (3291).
23. ↑  أبو عبد الله الحاكم محمد بن عبد الله بن محمد النيسابوري، المستدرك على الصحيحين، حديث رقم: (3766).
24. ↑  أحمد بن محمد بن إبراهيم الثعلبي، أبو إسحاق (2002). "كتاب تفسير الثعلبي = الكشف والبيان عن تفسير القرآن - المكتبة الشاملة". shamela.ws. 9 (ط. الأولى). بيروت – لبنان: دار إحياء التراث العربي. ص. 176. مؤرشف من الأصل في 2024-11-13. اطلع عليه بتاريخ 2024-11-13.
25. ↑  أخرجه الواحدي، بسنده إلى أبى بن كعب
26. ↑  أبو الحسن علي بن أحمد بن محمد بن علي الواحدي، النيسابوري، الشافعي. "كتاب التفسير الوسيط للواحدي". shamela.ws. 4 (ط. الأولى). بيروت – لبنان: دار الكتب العلمية. ص. 217. مؤرشف من الأصل في 2024-11-13. اطلع عليه بتاريخ 2024-11-13.
27. ↑  إبراهيم بن عمر بن حسن الرباط بن علي بن أبي بكر البقاعي (1987). مصاعد النظر للإشراف على مقاصد السور | جامع الكتب الإسلامية. 3 (ط. الأولى). الرياض، السعودية: مكتبة المعارف. ص. 45. مؤرشف من الأصل في 2024-11-13.
28. ↑  أحمد بن إبراهيم بن الزبير الثقفي الغرناطي (1990). "كتاب البرهان في تناسب سور القرآن". shamela.ws. المغرب: وزارة الأوقاف والشؤون الإسلامية. ص. 327. مؤرشف من الأصل في 2024-11-13. اطلع عليه بتاريخ 2024-11-13.
29. ↑  إبراهيم بن عمر بن حسن الرباط بن علي بن أبي بكر البقاعي. "كتاب نظم الدرر في تناسب الآيات والسور - المكتبة الشاملة". shamela.ws. 19 (ط. بدون). القاهرة: دار الكتاب الإسلامي. ص. 139. مؤرشف من الأصل في 2013-09-07. اطلع عليه بتاريخ 2024-11-13.
30. ↑  جابر بن موسى بن عبد القادر بن جابر أبو بكر الجزائر (2003). "كتاب أيسر التفاسير للجزائري - المكتبة الشاملة". shamela.ws. 5 (ط. الخامسة). المدينة المنورة، المملكة العربية السعودية: مكتبة العلوم والحكم. ص. 227. مؤرشف من الأصل في 2024-11-13. اطلع عليه بتاريخ 2024-11-13.
31. 1 2  د وهبة بن مصطفى الزحيلي (1991). "كتاب التفسير المنير - الزحيلي - المكتبة الشاملة". shamela.ws. 27 (ط. الثانية). دمشق: دار الفكر المعاصر. ص. 194. مؤرشف من الأصل في 2024-11-13. اطلع عليه بتاريخ 2024-11-13.
32. 1 2  أبو محمد، عبد الله بن عبد المؤمن بن الوجيه بن عبد الله بن على ابن المبارك التّاجر الواسطيّ المقرئ تاج الدين ويقال نجم الدين (2004). "كتاب الكنز في القراءات العشر". shamela.ws. 2 (ط. الأولى). القاهرة: مكتبة الثقافة الدينية. ص. 670،671. مؤرشف من الأصل في 2024-11-13. اطلع عليه بتاريخ 2024-11-13.
33. ↑  علي بن محمد بن سالم، أبو الحسن النوري الصفاقسي المقرئ المالكي (2004). "كتاب غيث النفع في القراءات السبع - المكتبة الشاملة". shamela.ws. 1 (ط. الأولى). بيروت: دار الكتب العلمية. ص. 568. مؤرشف من الأصل في 2023-05-07. اطلع عليه بتاريخ 2024-11-13.
34. 1 2 3  عمر بن قاسم بن محمد بن علي الأنصاري أبو حفص، سراج الدين النشَّار الشافعي المصري (2001). "كتاب المكرر في ما تواتر من القراءات السبع وتحرر". shamela.ws (ط. الأولى). بيروت: دار الكتب العلمية. ص. 417،418. مؤرشف من الأصل في 2024-11-13. اطلع عليه بتاريخ 2024-11-13.
35. ↑  عثمان بن سعيد بن عثمان بن عمر أبو عمرو الداني (1984). "كتاب التيسير في القراءات السبع". shamela.ws (ط. الثانية). بيروت: دار الكتاب العربي. ص. 206. مؤرشف من الأصل في 2024-11-13. اطلع عليه بتاريخ 2024-11-13.
36. ↑  امجد، صادق هاشمي؛ بخش، اكبر شه؛ بخش، إسماعيل شه؛ نيا، حسين ميرزايي (2 أغسطس 2023). "دراسة تحليلية للصور الفنية في القرآن (سورة الرحمن أنموذجاً)". مجلة الكلية الاسلامية الجامعة. العراق: مجلة الكلية الإسلامية الجامعة. ج. 1 ع. 72: 255. ISSN:2664-4355. مؤرشف من الأصل في 2024-11-13.{{استشهاد بدورية محكمة}}:  صيانة الاستشهاد: التاريخ والسنة (link)
37. 1 2 3 4  محيي الدين بن أحمد مصطفى درويش (1415). "كتاب إعراب القرآن وبيانه - المكتبة الشاملة". shamela.ws. 9 (ط. الرابعة). دمشق، سوريا: دار الإرشاد للشئون الجامعية - حمص - سورية، (دار اليمامة - دمشق - بيروت)، (دار ابن كثير - دمشق - بيروت). ص. 395،398،399،416. مؤرشف من الأصل في 2024-11-13. اطلع عليه بتاريخ 2024-11-13.
38. ↑  دراسة تحليلية عن وظائف التكرار في بعض الآيات من سور الرحمن، الباحث: توفيق حسين، بحث ماجستير مقدم للحصول على درجة (سرجانا) من الجامعة الإسلامية الحكومية بمالانج، شعبة اللغة العربية، سنة: ( 2001م) (ص: 43).

## وصلات خارجية
- سورة الرحمن: تجويد-تفسير - موقع Altafsir.com